# Jan Świderski (actor)

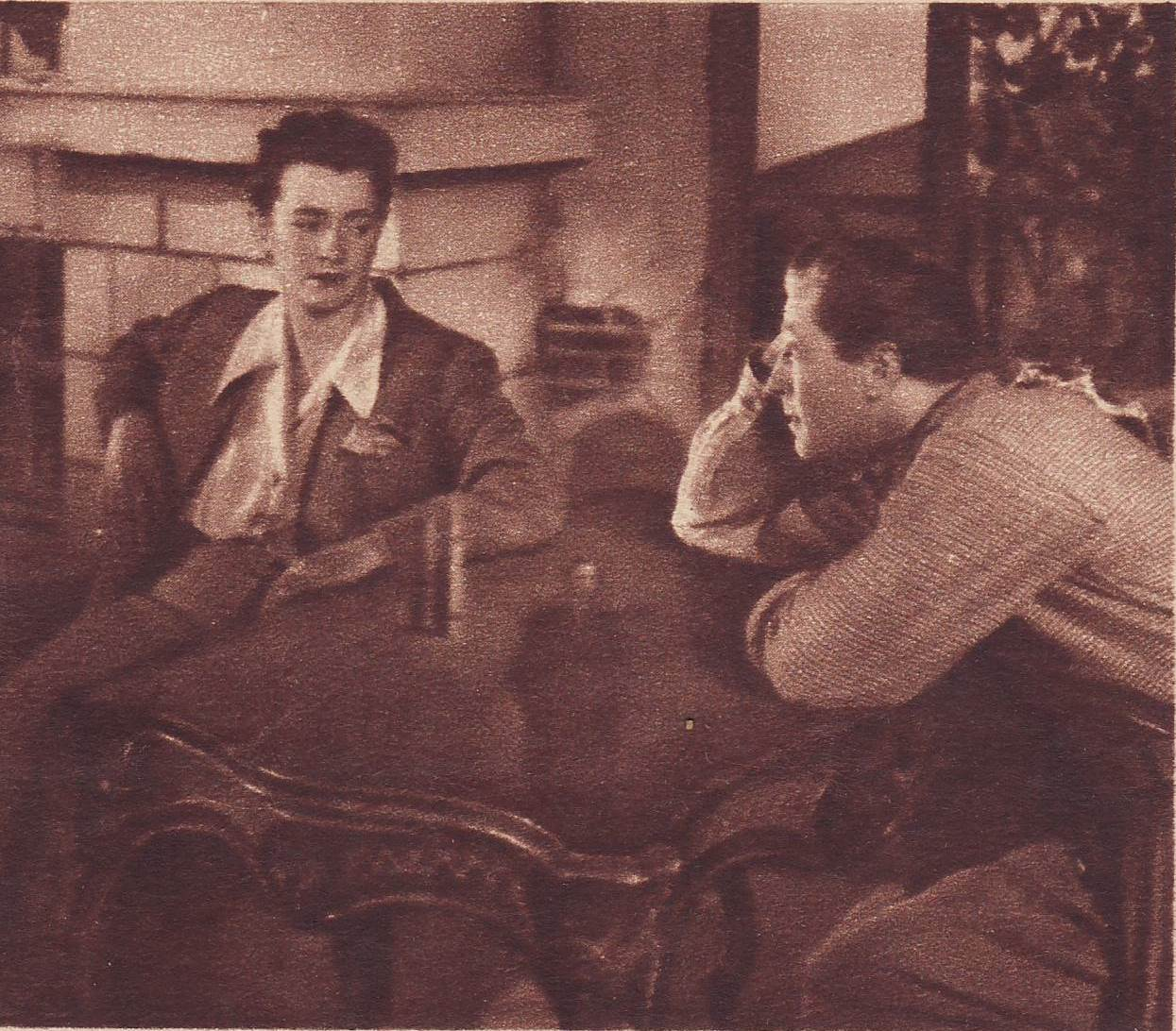
Władysława Nawrocka și Jan Świderski în piesa „Stary Dworek” de Adam Ważyk, în 1946. Teatrul TUR din Łódź

Jan Świderski (n. 14 ianuarie 1916, Chmieleniec⁠(d), Powiat wejherowski, voievodatul Pomerania, Polonia – d. 18 octombrie 1988, Varșovia, Polonia) a fost un actor de teatru, film și televiziune, regizor de teatru și profesor de actorie polonez.

## Biografie
S-a născut pe 14 ianuarie 1916 în satul Chmieleniec (astăzi în voievodatul Pomerania al Poloniei). A urmat cursurile Școlii Generale Particulare a Societății Școlare Mazoviene de pe ul. Klonowa nr. 16 din Varșovia, apoi pe cele ale Gimnaziului de Stat „Adam Mickiewicz”, unde a susținut examenul de absolvire a liceului (echivalentul examenului de bacalaureat).
În anul 1935, la insistența tatălui său, a început să studieze dreptul la Universitatea din Varșovia, dar a abandonat aceste studii după un an. Fiind mai interesat de teatru, s-a înscris la cursurile Facultății de Actorie a Institutului Național de Artă Dramatică din Varșovia, pe care le-a absolvit în 1938, și a absolvit apoi, în 1948, cursurile Facultății de Regie a Școlii Naționale Superioare de Teatru din Łódź. A debutat în 1938 ca actor la Teatrul Polonez din Poznań, unde a jucat o stagiune.
În perioada celui de-al Doilea Război Mondial a lucrat ca paznic și cântăritor la fabrica de zahăr din Przeworsk și ca desenator la Oficiul de Cadastru din Cracovia. În acea vreme a condus, împreună cu Lidia Zamkow, un teatru clandestin din Cracovia și a jucat în spectacolul conspirativ Freuda teorii snów al lui Antoni Cwojdziński, care a fost regizat de el însuși și a fost prezentat publicului de 14 ori. În primii ani de după război a jucat la teatrele din Białystok (1944), Lublin (1944-1945), Łódź (1945-1949) și apoi, începând din sezonul 1949/1950 și până la moartea sa, la teatrele din Varșovia: Teatrul Polonez (1949-1955), Domu Wojskiego Polskiego/Teatrul Dramatic (1955–1966) și Teatrul Ateneum (1966–1981). A îndeplinit, de asemenea, funcțiile de director artistic al Teatrului Nou din Varșovia (1953-1954), al Domu Wojskiego Polskiego/Teatrul Dramatic (1954–1956) și al Teatrului Dramatic din Varșovia (1961-1966), precum și funcția de director al Teatrului Dramatic din Varșovia (1957-1961, 1962-1966).
A creat roluri memorabile în spectacole cu piesele Romulus Wielki de Friedrich Dürrenmatt, Cena de Arthur Miller, precum și cu alte piese din repertoriul clasic și contemporan. A interpretat roluri în numeroase spectacole reprezentate în cadrul Teatrului Radiofonic (din 1949) și al Teatrului de Televiziune (din 1959), fiind unul dintre cei mai mari actori ai Teatrului Polonez de Televiziune din anii 1960 și 1970. Jan Świderski a fost considerat un maestru de unii dintre confrații săi. A apărut în câteva zeci de filme, printre care Zakazane piosenki (1947) al lui L. Buczkowski, Primele zile (1952) al lui Jan Rybkowski, Dom bez okien (1962) al lui S. Jędryka, Cenușa (1965) al lui Andrzej Wajda, Îndrăgostiții din Marona (1966) al lui Jerzy Zarzycki, Spirala (1978) al lui Krzysztof Zanussi.
A fost implicat, de asemenea, în activitatea regizorală și a format mai multe generații de actori în calitate de profesor asociat (1949) și profesor titular (1964) de interpretare teatrală. Începând din 1948 a fost lector la Școala Națională de Teatru din Łódź și apoi la Școala Națională Superioară de Teatru din Varșovia. A îndeplinit în perioadele 1952-1954 și 1957-1963 funcția de prorector al Școlii Naționale Superioare de Teatru din Varșovia.
A fost cofondator (în 1950) și apoi mult timp membru al prezidiului consiliului central și vicepreședinte (în anii 1970-1976) al Asociației Artiștilor Polonezi de Teatru și Film (SPATiF). La 23 august 1980 s-a alăturat apelului a 64 de oameni de știință, scriitori și jurnaliști polonezi pentru ca autoritățile comuniste să intre în dialog cu muncitorii aflați în grevă.
A decedat pe 18 octombrie 1988 la Varșovia, la vârsta de 72 de ani, și a fost înmormântat în Cimitirul militar Powązki din Varșovia (secțiunea A3 tuje-1-47).
Este fratele actriței Aniela Świderska.

## Filmografie

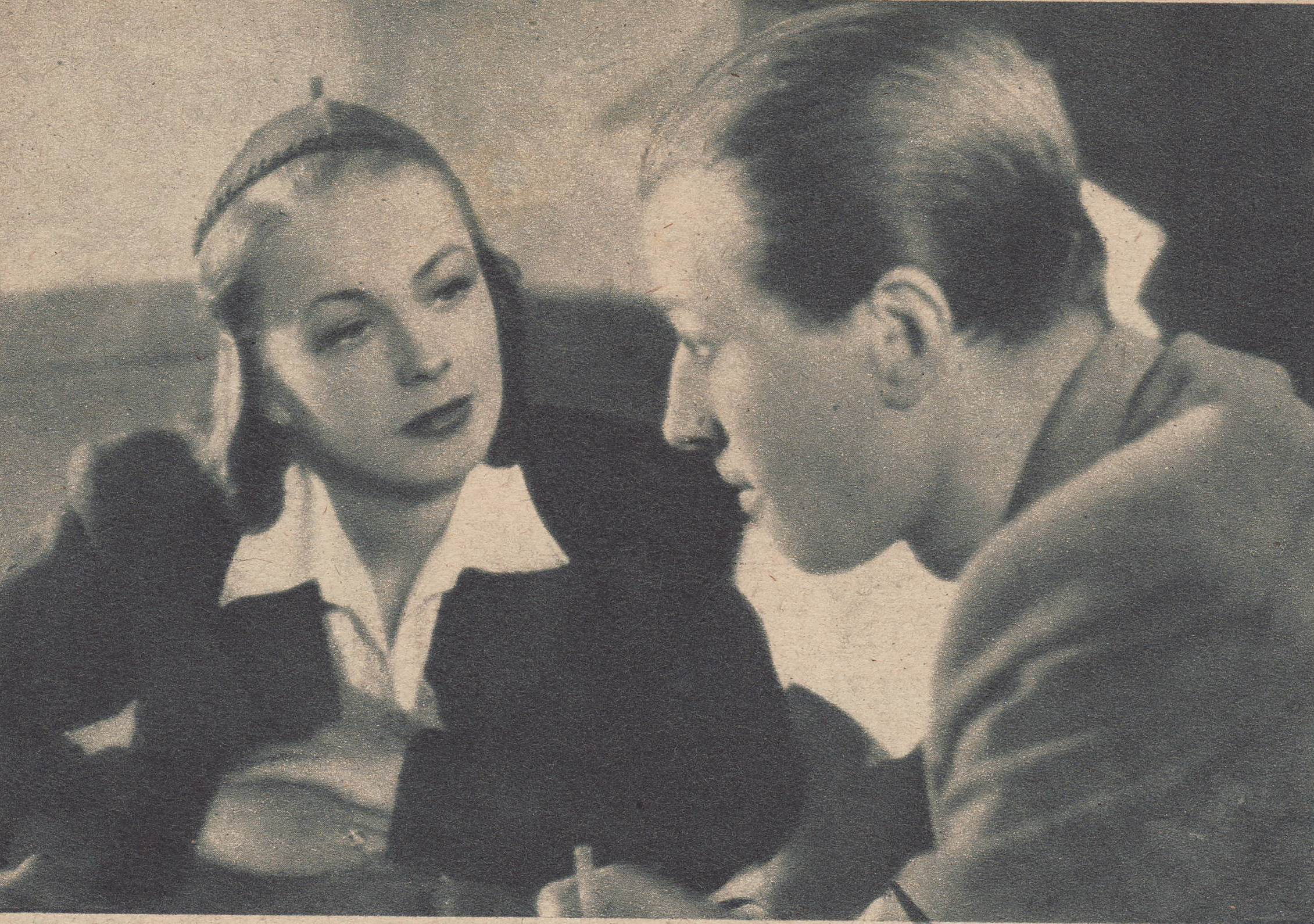
Danuta Szaflarska și Jan Świderski în filmul Zakazane piosenki

- Zakazane piosenki (1946) – Ryszard, iubita Halinei
- Orașul neînfrânt (1950) – maior sovietic
- Primele zile (1952) – șeful bandei
- Kariera (1954) – Stanisław Karwowski
- Ósmy dzień tygodnia (1958) – jurnalist
- Dom bez okien (1962) – iluzionistul Kleberg
- Troje i las (1962) – pădurarul Stanisław Romczak
- Daleka jest droga (1963) – comandantul regimentului
- Cenușa (1965) – generalul Sokolnicki
- Îndrăgostiții din Marona (1966) – Horn, directorul școlii
- Cum am declanșat Al Doilea Război Mondial (1970) – Letoux, căpitanul din Legiunea Străină (partea a II-a: Za bronią)
- Spirala (1978) – Henryk
- Pełnia (1979) – păstorul Teodor
- Pożegnanie cesarzy (1988) – Tomasz

## Decorații
- Crucea de Cavaler a Ordinului Polonia Restituta (11 iulie 1955)[4][10]
- Crucea de Ofițer a Ordinului Polonia Restituta (1959)[3][4]
- Crucea de Comandor cu stea a Ordinului Polonia Restituta (1976)[3][4]
- Crucea de Merit de aur (22 iulie 1953)[4][11]
- Ordinul Stindardul Muncii, clasa I (1964)[3][4]
- Medalia „A 10-a aniversare a Poloniei Populare” (19 ianuarie 1955)[4][12]
- Medalia „A 30-a aniversare a Poloniei Populare” (1974)[3][4]
- Medalia „A 40-a aniversare a Poloniei Populare” (1984)[3][4]
- Medalia de bronz „Pentru merite în domeniul apărării naționale” (1966)[3][4]
- Insigna „A 1000-a aniversare a statului polonez” (1967)[3][4]
- Insigna „Activist cultural merituos” (1972)[3][4]
- Insigna de onoare de aur „Persoană cu merite în regiunea Białystok” (1980)[3][4]
- Insigna titlului onorific „Activist merituos al culturii naționale” (1986)[3][4]

## Premii
- Premiul de stat, cl. a III-a pentru rolul maiorului Curții Marțiale în spectacolul Sprawa Pawła Eszteraga după Sándor Gergely de la Teatrul Polonez din Varșovia (1950)[3][5]
- Premiul de stat, cl. a III-a pentru realizări actoricești remarcabile (1953)[5]
- Premiul de stat, cl. I pentru realizările din întreaga carieră în teatru, film și televiziune - de două ori (1961 și 1964)[3][5]
- Premiul Comitetului de Radio și Televiziune pentru rolul Pacała din spectacolul TV Ucieczka z Betlejemu după Edmund Niziurski și rolul primarului din piesa radiofonică Towarzysz N de Jerzy Krzyszton (1965)[5]
- Premiul „Złoty Ekran” - de două ori (1965 și 1966)[3][5]
- Premiul Comitetului Radiodifuziunii și Televiziunii Poloneze pentru spectacolul Mazepa de la Teatrul de Televiziune (1968)[3][5]
- Premiul Consiliului Municipal Varșovia pentru realizări remarcabile în domeniul promovării culturii (1971)[3][5]
- Premiul Comitetului Radiodifuziunii și Televiziunii Poloneze pentru realizări artistice remarcabile la Teatrul de Televiziune și Teatrul Radiofonic (1972)[5]
- Premiul ministrului culturii și artei, cl. I în domeniul teatrului, pentru întreaga carieră de actor și regizor (1973)[3][5]
- Premiul pentru cel mai bun actor la prima ediție a Festivalului de teatru radiofonic pentru spectacolul Radio inspirat dintr-o povestire a lui Ireneusz Iredyński (1974)[5]
- Premiul de stat, cl. I pentru activitatea remarcabilă de interpretare și regizare din anii 1974–1975 (1976)[3][5]
- Premiul președintelui Comitetului de Radio și Televiziune cl. I pentru realizări artistice remarcabile în cadrul programelor de la postul polonez de radio și de la postul polonez de televiziune (1978)[3][5]
- Premiul pentru cel mai bun actor la ediția a II-a a Festivalului de Film și Televiziune de la Olsztyn pentru interpretarea rolului tatălui în spectacolul teatral de televiziune Niespodzianka inspirat din piesa lui Karol Hubert Rostworowski (1978)[3][5]
- Premiul pentru cel mai bun actor la ediția a XXIV-a a Festivalului Artelor Contemporane Poloneze de la Wrocław pentru interpretarea rolului profesorului Sonnenbruch în spectacolul Niemcy după Leon Kruczkowski de la Teatrul na Woli din Varșovia (1984)[5]
- Premiul pentru cel mai bun actor la ediția a XIII-a a Festivalului de Teatru de la Przemyśl pentru interpretarea rolului profesorului Sonnenbruch în spectacolul Niemcy după Leon Kruczkowski de la Teatrul na Woli din Varșovia (1985)[5]
- Premiul președintelui Comitetului de Radio și Televiziune pentru interpretarea remarcabilă a rolului Kapitan Nut în spectacolul Żeglarz după Jerzy Szaniawski de la Teatrul de Televiziune (1987)[3][5]